# HACHI 約束の犬
『HACHI 約束の犬』（原題: Hachi: A Dog's Tale）は、2009年に公開されたアメリカ合衆国の映画。忠犬ハチ公の実話を描いた1987年（昭和62年）の日本映画『ハチ公物語』のリメイク作品である。
日本では2009年（平成21年）8月8日に全国劇場公開された。フジテレビジョン開局50周年記念作品でもあり、地上波では2010年（平成22年）8月6日に同局の番組金曜プレステージにて初放映された。

## 概要
『ハチ公物語』の舞台設定を大正-昭和初期の東京から現代のアメリカ東海岸の架空の街に変更して製作された。
プロデューサーのヴィッキー・シゲクニ・ウォンは日系3世および中国系であり、1980年代半ばに来日した際に渋谷駅前のハチ公像に興味を示し、ハチ公のストーリーを映画などで知って感銘を受けて帰国後には飼い犬に「ハチコー」と名付けるなどした。その「ハチコー」が2002年に亡くなったのを期に映画製作を決めたという。
ハチ役は、フォレスト、レイラ、チコという名前の3頭の秋田犬で、撮影当時2歳のレイラとチコが若いハチを、4歳のフォレストが年老いたハチを演じた。また「キス犬」と呼ばれるほど愛情深いレイラや、控えめな気質でシリアスなシーンに向くフォレストなど、犬たちの性格に合わせた演じ分けも行われた。主演のリチャード・ギアは愛犬家でもあり、この映画の脚本を読んだ際、涙が止まらなかったという。

## あらすじ
アメリカ東海岸の郊外にあるベッドリッジ駅。大学教授のパーカーは、その駅舎で迷子になっていた秋田犬の仔犬を保護して家に連れ帰る。以前に飼っていた犬を亡くした悲しみがまだ癒えない妻の反対を押し切って、仔犬を飼うことを決めたパーカー。着けていた首輪に漢字の「八」が刻印されていたことから、仔犬は「ハチ」と命名される。
パーカーの愛情を受けてすくすくと育ったハチは、毎朝彼を駅まで見送り、午後5時になると迎えに行くのが習慣になり、周囲の人々もそれを微笑ましく見守っていた。しかし、幸せな日々は突然の悲劇によって終わりを迎える。

## キャスト
（カッコ内は日本語吹替の出演者）
パーカー・ウィルソン：リチャード・ギア（北大路欣也）
大学教授。ふとしたことから仔犬のハチを家に引き取り、愛情たっぷりに育ててきた。講義中に突然倒れ、帰らぬ人となる。ハチの飼い主である上野英三郎と『ハチ公物語』でのハチの飼い主である上野秀次郎に相当。
ケイト・ウィルソン：ジョアン・アレン（真矢みき）
パーカーの妻で建築デザイナー。飼い犬の死によるショックから当初は夫が犬を飼うことに反対していたが、パーカーとハチの絆に根負けする。夫の死後、夫婦で過ごした家に居るのが辛くなり自宅を手放し娘宅にハチを預ける。
ケン：ケイリー＝ヒロユキ・タガワ（紺野相龍）
パーカーの同僚。日系人で、ハチの首輪についていた「八」の字の読み方や、秋田犬の性質をパーカーに教える。
アンディ：サラ・ローマー（高島彩）
パーカーとケイトの娘。作中でマイケルの元に嫁ぎウィルソン家を離れる。後にハチを預かるが、駅に向かおうとするハチを放ってしまう。
カール：ジェイソン・アレクサンダー（多田野曜平）
ベッドリッジ駅の駅長。ハチと共に地元新聞の取材を受ける。
ジェス・シャビール：エリック・アヴァリ（永田博丈）
駅前のホットドッグ屋台の店主。ハチに毎日餌やりをしていた。
メアリー・アン：ダヴェニア・マクファデン（柴田理恵）
駅前の本屋の店主。
マイケル：ロビー・コリアー・サブレット（山口史人）
アンディの夫。
ロニー：ケビン・デ・コステ（新井海人）
アンディの息子。冒頭とクライマックスで、彼の通う学校のクラスでハチのことを語っている。
その他：戒怜菜、安心院信之助、岬凛、佐藤健輔、若松紫織、上田麻奈美、上城龍也（ミルトン 役）、安永亜季（マイラ 役）、中尾一貴、広田みのる

## 音楽
HACHIの映画音楽はヤン・A・P・カチュマレクが作曲、2010年10月12日リリース。

### トラックリスト
1. "Japan" (03:26)
2. "New Home" (01:47)
3. "The Foot" (02:40)
4. "Dance Rehearsal" (02:15)
5. "Storm and the Rescue" (01:36)
6. "The Second Dance" (00:51)
7. "Under the Fence" (01:51)
8. "Treats from Cate" (01:52)
9. "Parker's Dance Played on Piano" (03:42)
10. "Parker and Hachi Walk to the Station" (02:04)
11. "Baby" (01:23)
12. "Marriage Bath" (03:27)
13. "Fetch" (02:12)
14. "To Train Together" (03:25)
15. "Packing Boxes" (02:15)
16. "Parker and Hachi" (03:28)
17. "Hachiko Runs Away" (04:27)
18. "Memory of the Storm" (01:36)
19. "Hachi Waiting for Parker Again" (02:51)
20. "Hachi's Last Trip to the Station" (02:06)
21. "Goodbye" (02:10)
22. "Hachi, Parker, Cate and Memories" (03:58)
23. "Hachi's Voice (Version 1)" (Bonus track) (00:14)
24. "Hachi's Voice (Version 2)" (Bonus track) (00:10)
25. "Hachi's Voice (Version 3)" (Bonus track) (00:11)
26. "Hachi's Voice (Version 4)" (Bonus track) (00:09)

## 主題歌
日本語版主題歌
「忘れないよ」
作詞：MOMO“mocha”N.、作曲：MOMO“mocha”N./ U-Key zone / 歌 - 青山テルマ

## 北米公開
当初、2009年12月18日の北米公開が予定されていたが、2009年12月現在、ソニー・ピクチャーズ エンタテインメントからは2010年3月9日のDVDおよびBlu-ray Discでの発売のみ予定されており、「Studio: No U.S. Release Planned」、インターネット・ムービー・データベースでは「USA  9 March 2010 (DVD premiere)」となっており、いくつかの映画祭で公開された以外には大規模北米公開は予定されていない。12月18日現在、ソニーStage 6からはこの北米公開中止の理由についての説明は行われていない。

## 評価
評論家や観客から評価は高い。映画批評家サイト Rotten Tommatoes では62%の支持率を受けており、映画サイトIMDbでは8.1/10という高評価を獲得し、現在サイトのトップ250にも含まれている（順位は216位）。